# Didelta scutata
Didelta scutata är en rundmaskart som beskrevs av Christian Wieser 1956. Didelta scutata ingår i släktet Didelta och familjen Linhomoeidae. Inga underarter finns listade i Catalogue of Life.